# Comuna de Wolsztyn
Wolsztyn (polaco: Gmina Wolsztyn) é uma gminy (comuna) na Polónia, na voivodia de Grande Polónia e no condado de Wolsztyński. A sede do condado é a cidade de Wolsztyn.
De acordo com os censos de 2006, a comuna tem 29269 habitantes, com uma densidade 116,5 hab/km².

## Área
Estende-se por uma área de 249,64 km², incluindo:
- área agricola: 51%
- área florestal: 37%

## Demografia
Dados de 30 de Junho 2004:
|                      | Total   | Total | Mulheres | Mulheres | Homens  | Homens |
| -------------------- | ------- | ----- | -------- | -------- | ------- | ------ |
|                      | pessoas | %     | pessoas  | %        | pessoas | %      |
| População            | 29 086  | 100   | 14 789   | 50,8     | 14 297  | 49,2   |
| Densidade (pop./km²) | 116,5   | 100   | 59,2     | 59,2     | 57,3    | 57,3   |

De acordo com dados de 2002, o rendimento médio per capita ascendia a 1203,48 zł.

## Subdivisões
- Adamowo, Barłożnia Gościeszyńska, Berzyna, Błocko, Chorzemin, Gościeszyn, Karpicko, Kębłowo, Niałek Wielki, Nowa Dąbrowa, Nowa Obra, Nowe Tłoki, Nowy Widzim, Obra, Powodowo, Rudno, Stara Dąbrowa, Stary Widzim, Stradyń, Świętno, Tłoki, Wilcze, Wroniawy.

## Comunas vizinhas
- Kargowa, Kolsko, Przemęt, Rakoniewice, Siedlec, Sława